# Église Notre-Dame-de-l'Assomption de Saunières
 (décembre 2024).
Si vous disposez d'ouvrages ou d'articles de référence ou si vous connaissez des sites web de qualité traitant du thème abordé ici, merci de compléter l'article en donnant les références utiles à sa vérifiabilité et en les liant à la section « Notes et références ».
L'église Notre-Dame-de-l'Assomption de Saunières est une église située sur le territoire de la commune de Saunières, dans le département français de Saône-et-Loire et la région Bourgogne-Franche-Comté.
Le cimetière entoure toujours l’église.

## Historique
L'église a été reconstruite au XVIIIe siècle, après les ravages causés en 1636 par les troupes austro-comtoises de Lamboy, lieutenant du général Gallas.

## Architecture
D'est en ouest, on remarque successivement une partie haute qui abrite le chœur, puis le transept débordant au sud et au nord et, enfin, la nef qu'on a coiffée à l'ouest d'un petit clocher couvert d'ardoise.
On pénètre dans l'édifice par une porte qui s'ouvre au niveau du transept (voûté en plein cintre). 
Le vaste chœur (qui est probablement un vestige ayant subsisté après les dévastations causées lors de l'invasion de 1636), est voûté en arcs brisés et se termine par un chevet plat.
La nef est en partie voûtée et en partie plafonnée, particularité témoignant de la reconstruction dont l'édifice a fait l'objet, après sa destruction lors de la guerre de Trente Ans.

## Mobilier
Le retable du maître-autel, en bois sculpté et peint, date de la fin du XVIIe siècle. Le tableau central, encadré de deux colonnes corinthiennes, représente l'Assomption de la Vierge Marie.
L'église a conservé une grille de communion ouvragée.
Une chaise curiale en bois à haut dais, de style Louis XVI, avec baldaquin, a été placée au milieu des bancs du chœur.
Deux dalles funéraires du XVIe siècle, ayant servi de table d’autel, sont visibles devant la porte latérale de l’église ; sur l’une d’elles figure le nom d’un prêtre de Saunières, natif de Saint-Seine-en-Auxois, avec la date de 1540. 

## Vitraux
Seul le transept est orné de vitraux, vraisemblablement sortis des ateliers du maître-verrier chalonnais Besnard.

## Culte
Édifice consacré du diocèse d'Autun relevant de la paroisse Saint-Jean-Baptiste-des-Trois-Rivières (siège à Verdun-sur-le-Doubs) – qui en est affectataire au titre de la loi de 1905 –, l'église de Saunières est un lieu de culte catholique.